# الأصابع (ملحان)

تعديل مصدري - تعديل

الأصابع هي إحدى قرى عزلة القبلة بمديرية ملحان التابعة لمحافظة المحويت، بلغ تعداد سكانها 565 نسمة حسب تعداد اليمن لعام 2004.